# Saint-Nizier-d’Azergues
Saint-Nizier-d’Azergues ist eine französische Gemeinde  mit 776 Einwohnern (Stand: 1. Januar 2022) im Département Rhône in der Region Auvergne-Rhône-Alpes. Sie gehört zum Arrondissement Villefranche-sur-Saône und zum Kanton Thizy-les-Bourgs (bis 2015: Kanton Lamure-sur-Azergues).

## Geographie

### Lage
Saint-Nizier-d’Azergues liegt 46 Kilometer nordnordwestlich von Lyon, etwa 30 Kilometer ostnordöstlich von Roanne und rund 22 Kilometer nordwestlich von Villefranche-sur-Saône am Azergues.

### Nachbargemeinden
Umgeben wird Saint-Nizier-d’Azergues von den Nachbargemeinden Poule-les-Écharmeaux im Norden, Claveisolles im Osten, Lamure-sur-Azergues im Südosten, Grandris im Süden, Meaux-la-Montagne im Südwesten, Saint-Bonnet-le-Troncy im Westen sowie Ranchal im Nordwesten. 

## Bevölkerungsentwicklung
| Jahr                       | 1962 | 1968 | 1975 | 1982 | 1990 | 1999 | 2006 | 2013 |
| Einwohner                  | 681  | 675  | 554  | 552  | 580  | 641  | 674  | 735  |
| Quellen: Cassini und INSEE |      |      |      |      |      |      |      |      |

## Sehenswürdigkeiten
- Kirche Saint-Nizier
- Schloss Pramenoux aus dem 14. Jahrhundert